# Municipio de Libertyville
El municipio de Libertyville (en inglés: Libertyville Township) es un municipio ubicado en el condado de Lake en el estado estadounidense de Illinois. En el año 2010 tenía una población de 53139 habitantes y una densidad poblacional de 561,87 personas por km².

## Geografía
Según la Oficina del Censo de los Estados Unidos, el municipio tiene una superficie total de 94.58 km², de la cual 91.72 km² corresponden a tierra firme y (3.02%) 2.86 km² es agua.

## Demografía
Según el censo de 2010, había 53139 personas residiendo en el municipio de Libertyville. La densidad de población era de 561,87 hab./km². De los 53139 habitantes, el municipio de Libertyville estaba compuesto por el 80.15% blancos, el 1.65% eran afroamericanos, el 0.32% eran amerindios, el 9.41% eran asiáticos, el 0.04% eran isleños del Pacífico, el 6.29% eran de otras razas y el 2.14% pertenecían a dos o más razas. Del total de la población el 15.22% eran hispanos o latinos de cualquier raza.